# Northwest Division (National Basketball Association)
Northwest Division är en av sex divisioner i den nordamerikanska basketligan National Basketball Association (NBA) och den bildades inför säsongen 2004/2005. Northwest Division är en av tre divisioner som tillhör Western Conference och är den enda divisionen som än så länge inte har fått fram något lag som vunnit NBA-mästerskapet. Sedan säsongen 2008/2009 innehåller Northwest följande fem lag:
- Denver Nuggets
- Minnesota Timberwolves
- Oklahoma City Thunder
- Portland Trail Blazers
- Utah Jazz

## Divisionsmästare
| - 2005: Seattle SuperSonics - 2006: Denver Nuggets - 2007: Utah Jazz - 2008: Utah Jazz - 2009: Denver Nuggets - 2010: Denver Nuggets - 2011: Oklahoma City Thunder - 2012: Oklahoma City Thunder | - 2013: Oklahoma City Thunder - 2014: Oklahoma City Thunder - 2015: Portland Trail Blazers - 2016: Oklahoma City Thunder - 2017: Utah Jazz - 2018: Portland Trail Blazers - 2019: Denver Nuggets |

## Northwest Division-titlar
- 5: Oklahoma City Thunder
- 4: Denver Nuggets
- 3: Utah Jazz
- 2: Portland Trail Blazers
- 1: Seattle SuperSonics

## Lag som tidigare spelat i Northwest Division
- Seattle SuperSonics mellan 2004 och 2008